# Стшалково (Мазовецьке воєводство)
Стшалково (пол. Strzałkowo) — село в Польщі, у гміні Ступськ Млавського повіту Мазовецького воєводства.
Населення — 446 осіб (2011).
У 1975-1998 роках село належало до Цехановського воєводства.

## Демографія
Демографічна структура станом на 31 березня 2011 року:
|          | Загалом | Допрацездатний вік | Працездатний вік | Постпрацездатний вік |
| -------- | ------- | ------------------ | ---------------- | -------------------- |
| Чоловіки | 205     | 44                 | 139              | 22                   |
| Жінки    | 241     | 64                 | 133              | 44                   |
| Разом    | 446     | 108                | 272              | 66                   |